# Mandelíkovití
Mandelíkovití (Coraciidae) jsou čeleď ptáků, jejíž druhy jsou rozšířené hlavně v Africe, Asii a Evropě. Čeleď zahrnuje dva rody a dvanáct druhů ptáků, z nichž se v Evropě vyskytuje pouze mandelík hajní. K dalším druhům patří např. mandelík fialovoprsý (Coracias caudata), mandelík nachový (Coracias naevia) a mandelík skořicový (Eurystomus glaurucus). Mandelíkovití jsou blízce příbuzní vlhovitým. Jsou to středně velcí ptáci se silným zobákem, krátkým silným ocasem a krátkýma nohama, nádherně zbarvení. Hnízdí v dutinách stromů, norách a zdech opuštěných stavení. Jsou velmi dobří letci, někteří migrují.

## Druhy
Obsahuje 12 druhů:
- Rod: Coracias
  - mandelík hajní Coracias garrulus
  - mandelík sahelský Coracias abyssinica
  - mandelík fialovoprsý Coracias caudata
  - mandelík miombový Coracias spatulata
  - mandelík nachový Coracias naevia
  - mandelík indický Coracias benghalensis
  - mandelík celebeský Coracias temminckii
  - mandelík modrobřichý Coracias cyanogaster
- Rod: Eurystomus
  - mandelík skořicový Eurystomus glaucurus
  - mandelík modrohrdlý Eurystomus gularis
  - mandelík azurový Eurystomus azureus
  - mandelík východní Eurystomus orientalis